# Pultenaea prostrata
Pultenaea prostrata är en ärtväxtart som beskrevs av Joseph Dalton Hooker. Pultenaea prostrata ingår i släktet Pultenaea och familjen ärtväxter. Inga underarter finns listade i Catalogue of Life.